# Concavifer bolkarensis
Concavifer bolkarensis är en insektsart som beskrevs av Kartal 1982. Concavifer bolkarensis ingår i släktet Concavifer och familjen dvärgstritar. Inga underarter finns listade i Catalogue of Life.